# Krzyżanowice (gromada w powiecie raciborskim)
Krzyżanowice – dawna gromada, czyli najmniejsza jednostka podziału terytorialnego Polskiej Rzeczypospolitej Ludowej w latach 1954–1972.
Gromady, z gromadzkimi radami narodowymi (GRN) jako organami władzy najniższego stopnia na wsi, funkcjonowały od reformy reorganizującej administrację wiejską przeprowadzonej jesienią 1954 do momentu ich zniesienia z dniem 1 stycznia 1973, tym samym wypierając organizację gminną w latach 1954–1972.
Gromadę Krzyżanowice z siedzibą GRN w Krzyżanowicach utworzono – jako jedną z 8759 gromad na obszarze Polski – w powiecie raciborskim w woj. opolskim, na mocy uchwały nr VII/29/54 WRN w Opolu z dnia 4 października 1954. W skład jednostki weszły obszary dotychczasowych gromad Krzyżanowice, Owsiszcze i Roszków ze zniesionej gminy Krzyżanowice w tymże powiecie. Dla gromady ustalono 27 członków gromadzkiej rady narodowej.
Gromada przetrwała do końca 1972 roku, czyli do kolejnej reformy gminnej. 1 stycznia 1973 w powiecie raciborskim reaktywowano gminę Krzyżanowice (od 1999 gmina należy do powiatu raciborskiego w woj. śląskim).